# 横浜市病院協会看護専門学校
横浜市病院協会看護専門学校（よこはましびょういんきょうかいかんごせんもんがっこう）は、神奈川県横浜市港南区にある3年制看護学科（定員は240人）の専修学校である。

## 概要
横浜市内に12校所在する看護専門学校のひとつ。公益社団法人横浜市病院協会による運営のもと、横浜市の支援を受けて横浜市の医療ニーズに対応する人材確保を目的とした看護学校。市内南部医療圏（港南区・中区・南区・磯子区・金沢区・栄区）にはこれまで私立の看護専門学校がなかったため、初めての私立看護学校になる。なお、公益社団法人「横浜市病院協会」は、所管区域を横浜市全区とした公益社団法人「神奈川県病院協会」を構成する地区病院協会のひとつである。

## 沿革
- 1995年（平成07年）4月1日 - 開校。
- 2002年（平成14年）3月 - 保健師助産師看護師法の施行（旧保健婦助産婦看護婦法）により男女ともに「看護師」という名称に統一。
- 2019年（令和元年）9月 - 神奈川県知事より「高等教育の就学支援新制度」の認可。[4]

## 設置学科
- 医療専門課程 看護学科（3年制課程）[5]

## 取得できる資格・免許状
- 看護師 国家試験受験資格
- 保健師・助産師の養成機関受験資格
- 養護教諭免許一種の養成機関（看護系）受験資格
- 専門士（医療専門課程）の称号[6]

## 学内奨学金
- 公益社団法人横浜市病院協会加盟病院奨学金
- 公益社団法人横浜市病院協会加盟病院就学生活資金貸付制度

## 実習・就職
実習先は、横浜市内の主要な大規模病院で、大学附属病院（横浜市立大学附属市民総合医療センター、公立大学法人横浜市立大学附属病院、聖マリアンナ医科大学横浜市西部病院）も含む。このほかに介護老人福祉施設、訪問看護ステーション、福祉保健センター、保育園などでも実習を実施している。

## 近隣の施設
- 港南台中央公園
- ひばり団地

## 所在地・アクセス
- 横浜市港南区港南台3丁目3番1号
  - 済生会横浜市南部病院横、港南台タカシマヤ、港南台バーズそば。
  - JR「横浜駅」から乗車23分、「大船駅」から乗車7分。
  - JR根岸線「港南台駅」下車 南口から東に徒歩4分、港南台郵便局前を右折。